# 小行星9967
小行星9967（9967 Awanoyumi）是一颗绕太阳运转的小行星，为主小行星带小行星。该小行星于1992年3月31日发现。

## 轨道参数
小行星9967的轨道半长轴为2.5849689 UA，离心率为0.171。